# Kurakichi Shiratori
Kurakichi Shiratori (白鳥庫吉, Shiratori Kurakichi), né le 1er mars 1865 à Mobara au Japon, mort le 30 mars 1942 est un historien et sinologue japonais. Il a également étudié les proto-mongols. Il est docteur en littérature, professeur à l'université impériale de Tokyo (aujourd'hui Université de Tokyo) et directeur général du Tōyō Bunko (bibliothèque orientale) de Tokyo.

## Biographie
Il est né dans le village de Nagatani, district de Nagara, province de Kazusa (aujourd'hui ville de Mobara, préfecture de Chiba). Son père s'appelait Shiratori Kaichirō et sa mère se prénommait Toku. Il était leur deuxième fils.
En 1883, il obtint son diplôme du lycée de Chiba. En 1887, il fut diplômé de la Première École Supérieure. En 1890, il sortit diplômé du département d'histoire de la faculté des lettres de l'Université Impériale (qui fut plus tard renommée Université Impériale de Tokyo, et qui est l'actuelle Université de Tokyo). Durant ses études à l'Université Impériale, il étudia sous la direction du professeur Ludwig Riess. En août 1891, il devint professeur à la Gakushūin (École des pairs). Il obtint son doctorat en littérature en 1900. De 1901 à la fin de 1903, à la demande de la Gakushūin, il partit étudier en Europe.
De retour au Japon en 1904, il enseigna également au département d'histoire de la faculté des lettres de l'Université Impériale de Tokyo. En 1907, il fonda le département de recherche académique de l'Association de l'Asie orientale et participa à la création du "Journal of Oriental Studies" (Tōyō Gakuhō).En 1911, il se consacra principalement à son poste de professeur à l'Université Impériale de Tokyo, tout en conservant un poste de professeur à la Gakushūin.